# Gonomyia (Gonomyia) affinis
Gonomyia (Gonomyia) affinis is een tweevleugelige uit de familie steltmuggen (Limoniidae). De soort komt voor in het Oriëntaals gebied.